# Nordstjernen
|  | Sammenskrivningsforslag Artiklerne Polaris (stjerne), Nordstjernen er foreslået sammenskrevet. (Siden august 2025) Diskutér forslaget |

 For alternative betydninger, se Nordstjernen (flertydig). (Se også artikler, som begynder med Nordstjernen)
 "Stella polaris" omdirigeres hertil. For andre betydninger af Stella polaris, se Stella polaris (flertydig).
Nordstjernen er en almindelig brugt betegnelse for den forholdsvis klare stjerne i halespidsen på Lille Bjørn. Navnet skyldes, at stjernen står tæt på den nordlige himmelpol, afstanden er kun 0.66 grader; den kaldes derfor også Polarstjernen. Den nordlige himmelpol er det punkt på nordhimlen, som Jordens rotationsakse peger mod. På den geografiske nordpol står Nordstjernen næsten i zenit, ved ækvator kan den måske skimtes helt nede i horisonten og ved sydpolen er den usynlig, den står i nadir.
I døgnets løb skifter Nordstjernen næsten ikke plads på himlen. Den har derfor været velegnet til at bestemme retningen til geografisk nord. Den har været brugt til at navigere efter i århundrederne før kompasset blev opfundet, men også til korrektion af kompasretningens misvisning.
Stjernens astronomiske egennavn er Polaris med Beyer-betegnelsen Alfa Ursae Minoris eller kort {\displaystyle \alpha \,{\text{UMi}}}. Med en størrelsesklasse på {\displaystyle m=2.02} er Nordstjernen kun den 46. klareste stjerne på himlen.

## Opsøgning af Nordstjernen
|  |  |

Som det fremgår af ovenstående illustrationer kan man benytte det let genkendelige asterisme Karlsvognen til at finde Nordstjernen på himlen. Retter man en klar nat et faststående kamera mod nord og holder lukkeren åben, vil stjernernes daglige bevægelse hen over himlen vise sig som små buer på fotografiet. Buelængden i synsfeltet vokser med stjernens afstand fra himlens nordpol og er kun ganske lille for Nordstjernens vedkommende, se nedenstående eksempler.
|  |  |

Himlens daglige rotation kan følges i nedenstående filmklip: